# Junellia azorelloides
Junellia azorelloides là một loài thực vật có hoa trong họ Cỏ roi ngựa. Loài này được (Speg.) Moldenke mô tả khoa học đầu tiên năm 1942.